# Cavernocymbium
Cavernocymbium là một chi nhện trong họ Amaurobiidae.